# Miki Roqué
Miquel Roqué Farrero (Tremp, Lérida, 8 de julio de 1988-Barcelona, 24 de junio de 2012), más conocido como Miki Roqué, fue un futbolista español que jugaba como defensa central o centrocampista defensivo en el Real Betis Balompié de la Primera División de España.

## Biografía
En agosto de 2005 fichó por el Liverpool FC de Rafa Benítez procedente de los escalafones inferiores del UE Lleida. Destacaba por su largo pase y su buena colocación. Debutó con el primer equipo del Liverpool con 18 años en Liga de Campeones el 5 de diciembre de 2006 contra el Galatasaray, entró en el minuto 84 del partido con el dorsal 34 sustituyendo a su compatriota Xabi Alonso. El Liverpool perdió 3-2.
Miki Roqué pasó el final de la temporada 2006/07 cedido en el Oldham Athletic. Después en el mercado de invierno fue cedido al club español Xerez CD, para la segunda vuelta de la liga 2007/08. En el verano de 2008, el Liverpool cede al jugador al FC Cartagena, equipo del grupo II de la Segunda División B y que en esa misma temporada logra ascender a la Segunda División A de España.
En verano de 2009 fichó por el Real Betis Balompié por tres temporadas, procedente del Liverpool de Inglaterra, después de haber sido pretendido también por clubes como el Villarreal y el Fútbol Club Barcelona. El jugador pasó a formar parte del filial del equipo que jugaba en Segunda B a las órdenes de Oli, aunque fue convocado varios partidos por Antonio Tapia, entrenador del primer equipo antes de que fuera destituido, y por su sustituto Vítor Fernández.
En febrero de 2010 fue convocado por la Selección de fútbol sub-21 de España.
El 9 de octubre de 2010, debutó en partido oficial con el Real Betis en la séptima jornada del campeonato de Segunda División A contra la UD Las Palmas, de la mano de Pepe Mel.
El sábado 5 de marzo de 2011 hizo público que padecía un tumor maligno localizado en la pelvis, algo que lo apartaría de los terrenos de juego hasta su total recuperación. Ese mismo fin de semana su equipo le dedicó la victoria mostrando su camiseta en cada gol.
El martes 14 de mayo de 2011 Miki Roqué fue operado con éxito de su tumor en la pelvis en la clínica Dexeus de Barcelona por el doctor Enric Cáceres. Desde entonces Miki estuvo tratándose su enfermedad en su Lérida natal junto a su familia.
El día 14 de enero de 2012 hizo su primera aparición pública desde que informara de su enfermedad en un acto de homenaje realizado por el Betis en honor a los doctores que lo trataron, aprovechando la visita a la ciudad condal del equipo para enfrentarse al FC Barcelona.
El día 24 de junio de 2012 falleció a causa del cáncer pélvico que se le había diagnosticado quince meses atrás.

## Homenajes
El domingo 29 de mayo de 2011 tras ganar el FC Barcelona su cuarta Liga de Campeones de la UEFA el capitán del equipo Carles Puyol lució una camiseta en la que pudo leerse «Ànims Miki!» (¡Ánimo Miki!).
El domingo 5 de junio de 2011, durante la celebración del partido benéfico a favor de África celebrado en el Santiago Bernabéu que enfrentaba al Real Madrid contra el Bayern de Múnich (clásicos), el jugador Alfonso Pérez, que en su día jugó en el equipo de la capital andaluza, mostraba una camiseta que recibió del Real Betis Balompié con el nombre de Miki Roqué, a modo de homenaje, tras conseguir un tanto para el Real Madrid.
En el minuto 26 de cada partido que su club el, Real Betis Balompié juega como local en el Benito Villamarín se le dedican unos cánticos. Además, como iniciativa surgida desde peñas béticas, se realizaron camisetas y pulseras para su venta y el dinero recaudado fue puesto a disposición del club para sufragar la operación.
El 1 de julio de 2012, tras ganar España la Eurocopa 2012, Pepe Reina lució la camiseta de Miki Roqué en el Betis con el 26. La Selección española le dedicó la Eurocopa a él y a Manolo Preciado, también fallecido recientemente.
El 2 de julio de 2012 el Real Betis Balompié decidió retirar en su honor el dorsal 26.
El 3 de julio de 2012, miles de béticos acompañaron a la familia de Miki Roqué en el Benito Villamarín donde se ofició una misa por Miki Roqué.
El 6 de mayo de 2013, recibió un homenaje póstumo en su localidad natal, Tremp. Una placa en un monolito de piedra en el parque del Pinell de la localidad leridana donde se reflejan, por orden cronológico, los escudos de todos los equipos en los que jugó el central. Al acto acudieron representantes de la Escuela de Fútbol de Tremp, en la que Roqué comenzó su carrera, la UE Lleida, el FC Cartagena y el Real Betis Balompié, así como el capitán del FC Barcelona, Carles Puyol. Ese mismo día recibía en Cartagena un homenaje en el partido FC Cartagena - Real Betis Balompié 'B' disputado en el Estadio Cartagonova.
El 24 de junio de 2013, cuando se cumple un año de su muerte y tras varios meses estudiando la mejor manera de plasmar un recuerdo a la memoria del 'Eterno 26', el Real Betis Balompié anuncia que inaugurará un memorial que se situará en la zona de Gol Norte del Estadio Benito Villamarín.
El 9 de agosto de 2017 se inauguró una puerta del Estadio Cartagonova de Cartagena con el nombre e imagen de Miki. La puerta tiene el número 2-22 en alusión al dorsal 22 que llevó en su etapa blanquinegra. En esta fecha se disputó el Trofeo Carabela de Plata, trofeo veraniego de la ciudad departamental, cuyo cartel anunciador fue una imagen de Miki. A la inauguración acudieron familiares y amigos. Desde entonces en todos los partidos del FC Cartagena en su estadio hay un minuto de aplausos en el minuto 22.

## Clubes
| Club                | País       | Año       |
| ------------------- | ---------- | --------- |
| Liverpool FC        | Inglaterra | 2005-2006 |
| Oldham Athletic     | Inglaterra | 2006-2007 |
| Xerez CD            | España     | 2007-2008 |
| FC Cartagena        | España     | 2008-2009 |
| Real Betis Balompié | España     | 2009-2012 |